# Zimmersheim
Zimmersheim è un comune francese di 1 123 abitanti situato nel dipartimento dell'Alto Reno nella regione del Grand Est.

## Società

### Evoluzione demografica
Abitanti censiti